# Łupisko
Łupisko (659 m) lub Łupiska – szczyt w północnej części Pienin Właściwych, w północnym grzbiecie Szutrówki, który poprzez Łupisko opada do doliny Krośnicy w zabudowanej części Krościenka nad Dunajcem, w województwie małopolskim, w powiecie nowotarskim. Grzbiet Łupiska oddziela doliny dwóch potoków; po zachodniej stronie jest to Łanny, po wschodniej inny, bezimienny dopływ Krośnicy.
Nazwa szczytu prawdopodobnie pochodzi od słowa „łupa”, czyli „szczapa”. Łupisko jest w większości porośnięte wysokopiennym lasem jodłowym z domieszką buka (dawniej był to typowy las bukowo-jodłowy). Polowano tu na sarny, a Jan Sitowski w 1919 roku podawał, że kopano tu wilcze doły, w których jeszcze w połowie XIX wieku chwytano wilki. Bogata gatunkowo jest awifauna. Znajduje się w obrębie Pienińskiego Parku Narodowego, tylko jego zabudowane północne podnóża nad Krośnicą są poza granicami parku. Na grzbiecie łączącym Łupisko z Szutrówką znajdują się łąki Wyżnie Doliny (Doliny) i Stolarzówka.